# Col de Lautaret
El col du Lautaret (2.058 m) es un paso de alta montaña en el departamento de los Altos Alpes en Francia.
Marca el límite entre los valles del Romanche y el Guisane, un afluente del Durance que nace en el col. Los valles están unidos por la ruta nacional 91 (Grenoble - Le Bourg-d'Oisans - Briançon). El Lautaret es uno de los puntos más bajos de la línea de cresta que separa las zonas geográficas del "norte" (principalmente en la región Rhône-Alpes) y del "sur" (principalmente en la región Provenza-Alpes-Costa Azul) de los Alpes franceses.
El col se ha utilizado durante mucho tiempo como ruta de comunicación entre Grenoble y Briançon, y de hecho para llegar a Italia a través de los Alpes.
El col está abierto todo el año y ofrece buenas vistas de La Meije al suroeste y del Gran Galibier al norte. También es bien conocido por su jardín botánico. La ruta hacia el lado sur del col du Galibier sale del Lautaret.

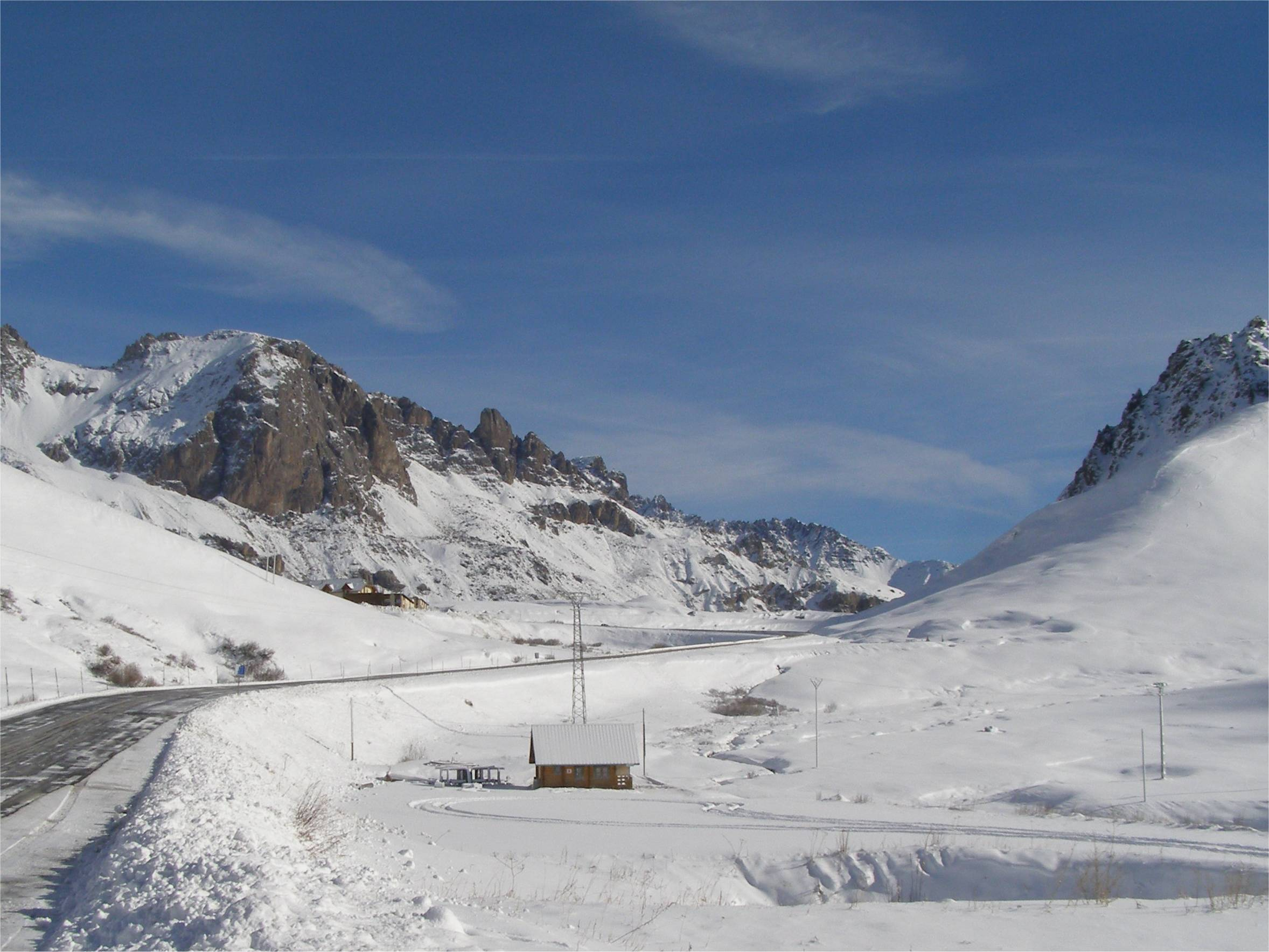
Col de Lautaret a finales de otoño

## Carreras ciclistas

### Detalles de las escaladas
Desde el oeste, el ascenso comienza en Les Clapier, cerca de Le Bourg-d'Oisans, desde donde la subida tiene una longitud de 34,2 km, ganando 1.312 m de altitud, con una pendiente media del 3,8%, siendo la sección más empinada del 7,5% en el primer kilómetro.
La ascensión por la cara este comienza en Briançon, desde donde hay 27,7 km hasta la cumbre, ganando 853 m de altitud, con una pendiente media de 3,1%, con un máximo de 5,2%.

### Tour de Francia
El Tour de Francia cruzó por primera vez el col du Lautaret en 1911, cuando el primero en la cumbre fue Émile Georget. Desde 1947, el paso de Lautaret ha sido cruzado más de 40 veces por el Tour de Francia, aunque la mayoría de ellas no han entrado en la competición de la "clasificación de la montaña", generalmente cuando el paso se ha cruzado en el descenso del col du Galibier (a partir de 2014).

### Apariciones en el Tour de Francia
Desde 1947, los pasos que han sido categorizados han sido:
| Año  | Etapa | Categoría | Comienzo          | Final         | Líder en la cumbre |
| ---- | ----- | --------- | ----------------- | ------------- | ------------------ |
| 2014 | 14    | 1         | Grenoble          | Risoul        | Joaquim Rodríguez  |
| 2006 | 15    | 2         | Brecha            | Alpe-d'Huez   | David de la Fuente |
| 2003 | 9     | 1         | Le Bourg-d'Oisans | Gap           | Danilo Di Luca     |
| 1976 |       |           |                   |               | Luciano Conati     |
| 1972 | 14a   | 3         | Briançon          | Valloire      | Joaquim Agostinho  |
| 1965 | 17    | 3         | Briançon          | Aix-les-Bains | Francisco Gabica   |
| 1962 | 19    | 3         | Briançon          | Aix-les-Bains | Juan Campillo      |
| 1960 | 17    | 3         | Briançon          | Aix-les-Bains | Jean Graczyk       |
| 1958 | 21    | 3         | Briançon          | Aix-les-Bains | Piet van Est       |
| 1953 | 19    | 2         | Briançon          | Lyon          | Jean Le Guilly     |
| 1951 | 21    | 3         | Briançon          | Aix-les-Bains | Gino Sciardis      |
| 1950 | 19    | 2         | Briançon          | Saint-Étienne | Apo Lazaridès      |